# 戸室町
戸室町（とむろちょう）は、栃木県佐野市の地名。

## 地理

### 河川
- 旗川

## 歴史

### 地名の由来
以下の2つの説がある。
- 当初は石室と呼ばれていたが、文治2年6月1日（1186年6月19日）に戸矢子有綱が源氏足利氏との戦いで当地に参籠し、老体のため馬の鞍に腰をかけて自害した。その名字であった戸矢子の戸と石室の室をとり、戸室と改名した。

- トは出入り口のことで、ムロは地面を掘って深くなったところから取られた。ムロには竪穴建物説や古墳の石室説、自然の洞穴説などがあるが、ムラが転化したという説もある。

### 沿革
- 1889年（明治22年）4月1日 町村制施行により、戸室村、岩崎村、船越村が合併し安蘇郡三好村が成立する。
- 1954年（昭和29年）3月31日 三好村が（旧）田沼町、野上村と合併し田沼町大字戸室となる。
- 2005年（平成17年）2月28日 田沼町が（旧）佐野市、葛生町と合併し、田沼町大字戸室から佐野市戸室町となる。

## 小・中学校の学区
地域内には市立小・中学校はなく、義務教育学校に通う。学区は以下の通りとなる。
| 町丁   | 義務教育学校                   |
| ------ | ------------------------------ |
| 戸室町 | 佐野市立あそ野学園義務教育学校 |

かつて小学校の学区は、三好小学校と田沼小学校（上町西のみ）、中学校は田沼西中学校となっていたが、令和2年度より現在の学区に変更された。

## 主な施設
- 佐野市立たぬま保育園
- 鞍掛神社 - 先述の戸矢子有綱が自害した場所とされている。
- 千手院
- 御目洗井戸 - こちらも戸矢子有綱が、この井戸で目を洗ったことから名付けられたとされている。
- JA佐野 三好支店
- 中央商工 田沼工場
- みかも森林組合
- 田沼グリーンスポーツセンター
- 田沼グリーンスポーツ芝生広場
- 田沼北水源地
- 佐野市立あそ野学園義務教育学校